# Lariño
Lariño (llamada oficialmente San Martiño de Larino) es una parroquia y un lugar español del municipio de Carnota, en la provincia de La Coruña, Galicia.

## Otras denominaciones
La parroquia también es conocida por el nombre de San Martín de Lariño.

## Entidades de población
Entidades de población que forman parte de la parroquia:
- Gándara (A Gándara)
- Lariño

## Demografía

### Parroquia
| Gráfica de evolución demográfica de Lariño (parroquia) entre 2000 y 2018 |
|                                                                          |
| Datos según el nomenclátor publicado por el INE.                         |

### Lugar
| Gráfica de evolución demográfica de Lariño (lugar) entre 2000 y 2018 |
|                                                                      |
| Datos según el nomenclátor publicado por el INE.                     |